# Tarerac
Tarerac ([təɾə'ɾak], en francès i antigament escrit Tarerach) és una comuna de la comarca del Conflent, a la Catalunya del Nord.
Segons l'enquesta lingüística de F. Krüger al segle xix a Tarerac els vells parlaven occità i els joves, català. L'atles lingüístic Sacaze el feia de llengua occitana amb, tanmateix, la vocal neutra. A les darreres enquestes (ALPO) ja s'hi parla únicament català.

## Etimologia
Joan Coromines explica que Tarerac és un topònim clarament occità, a partir d'una base en un possible antropònim amb l'ètim Taras-, Teras- o Teres- (amb unes alternances vocàliques que no es van fixar fins a les darreries de l'Edat Mitjana), derivats de ter, amb el sufix -acium, que indica pertinença. És a dir, significaria les terres d'algú anomenat Tares, o Teres...

## Geografia

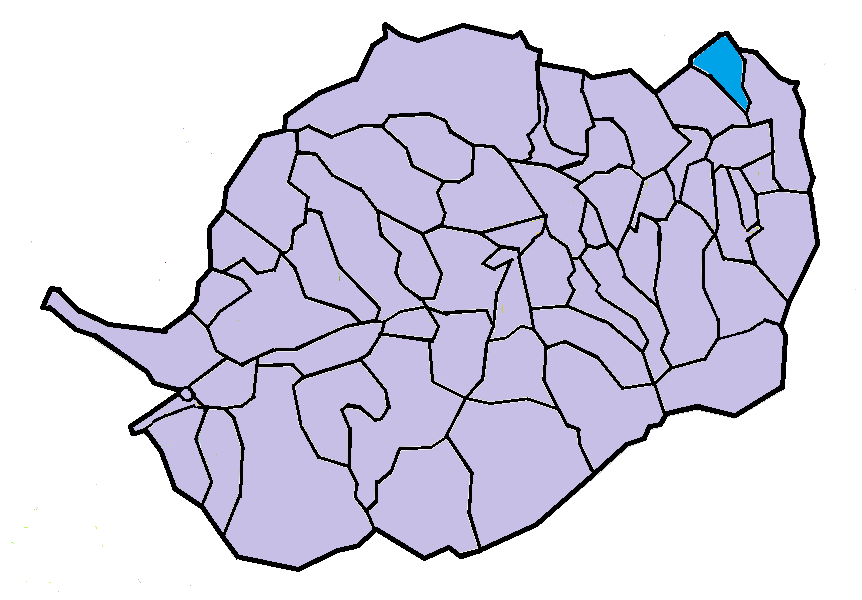
Situació de la comuna de Tarerac en el Conflent

El terme comunal de Tarerac, de 81.600 hectàrees d'extensió, és situat a l'extrem nord-est de la comarca del Conflent, al límit amb la comarca occitana, tradicionalment relligada a la Catalunya del Nord, de la Fenolleda. Forma el terme comunal de Tarerac la conca de formació de la Ribera de Tarerac, que al sud-est del terme esdevé fronterera amb el terme de Rodès i aflueix en la Tet per l'esquerra a l'embassament de Vinçà just davant, al nord, de la vila de Vinçà. Aquesta conca està delimitada al nord per les serres que separen les valls de la Tet i de l'Aglí, amb cims com el Roc de Curet, el Pic Arnau i el Serrat de l'Ós.
El terme de Tarerac no arribava a tocar la Tet, però amb la construcció de l'embassament de Vinçà, actualment sí que arriba a tocar-ne les aigües, just a la vora esquerra de l'embassament.
Termes municipals limítrofs:
| Campossí (Fenolleda) | Trevillac (Fenolleda) |       |
|                      |                       | Rodès |
| Arboçols             |                       |       |

### El poble de Tarerac

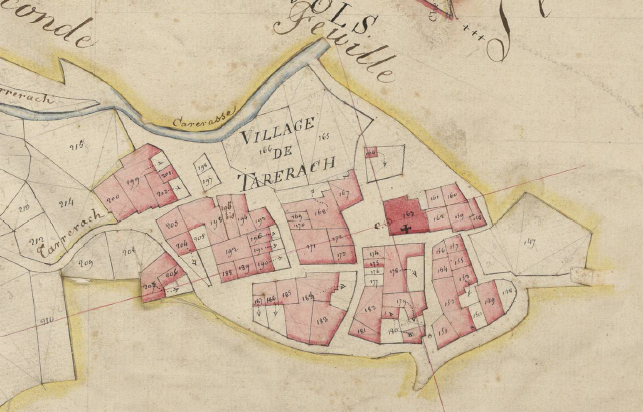
Tarerac en el Cadastre napoleònic del 1812 (Arxius Departamentals dels Pirineus Orientals)

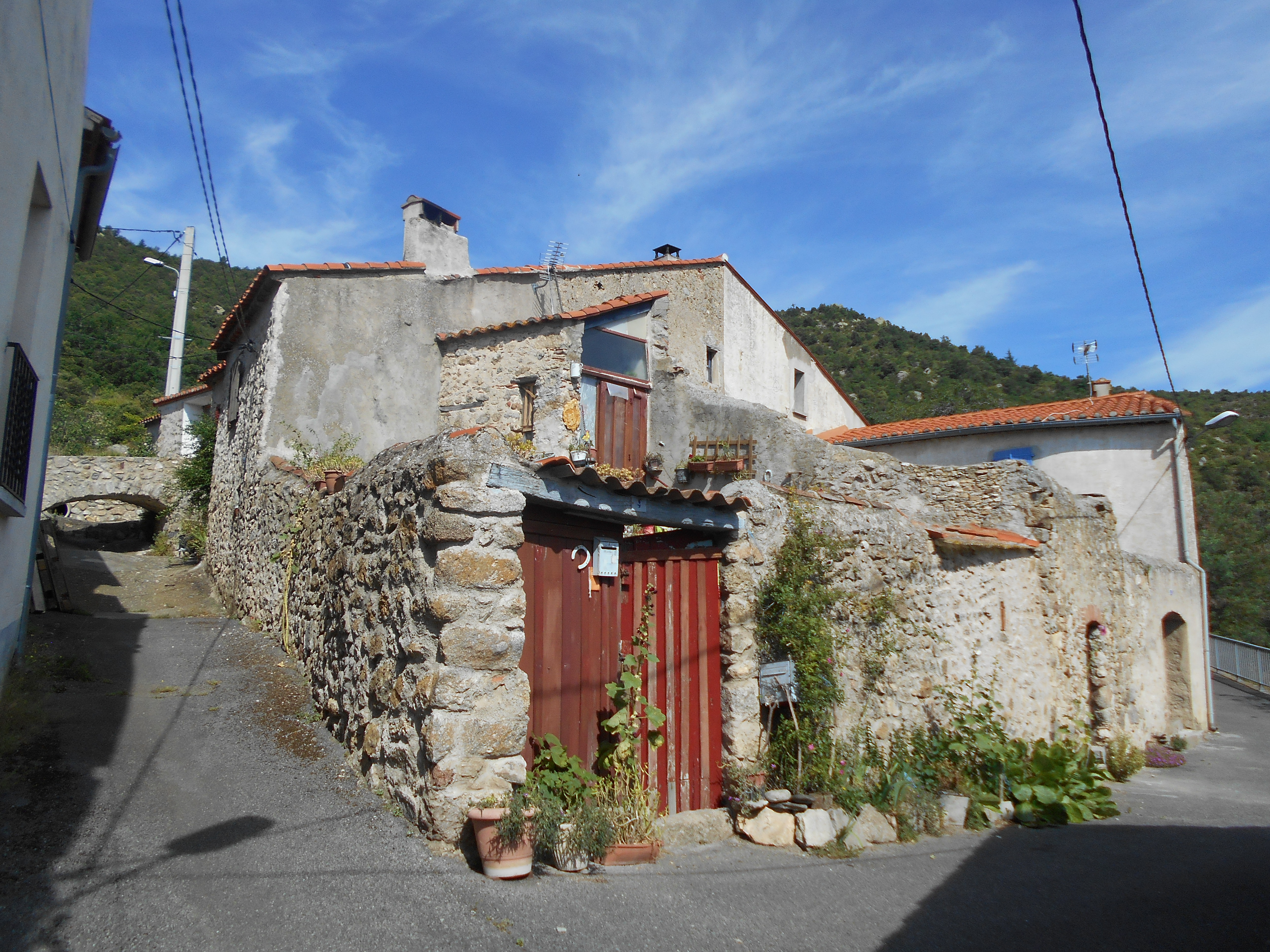
Cases velles del poble

Tarerac, que agrupa la quasi totalitat de població de la comuna, és un poble petit, que no arriba a la cinquantena de cases.
És un poble agrupat, sense que arribi a formar una cellera, amb l'església de Sant Andreu, església romànica d'una sola nau, capçada amb absis únic a orient, esmentada des de l'any 1011.

### Els masos del terme
El terme de Tarerac és molt despoblat, però encara s'hi troben el Cortal de les Planes, la masia de Lluçanes, el Mas de la Bonacasa, ara convertit en un centre eqüestre, les ruïnes del Mas d'en Curet i el Molí d'en Barrera (nom ja antic, amb el molí desaparegut).

### Hidrografia
A Tarerac el que en altres llocs del Conflent s'anomenen còrrecs o torrents es diuen aquí recs. Hi ha tres cursos d'aigua de més importància, perquè ajunten les dels altres i en determinades èpoques sí que porten aigua de forma continuada, com la Ribera d'Otra o de Tarerac, el torrent de la Tarerassa i el Valat de la Figuerassa. La resta, tots ells formants a la capçalera de la Ribera de Tarerac són els recs d'Allà, de Cantalmà, de la Gràcia, del Bosc, o del Bosc d'Allà, del Ca, abans de la Font del Vern, de les Moles, de les Teuleries, de les Vinyes, de l'Hort de la Pauleta, de l'Hort del Bito, del Bac, del Naudet i dels Prats del Viver.
Pel que fa a les fonts, Tarerac en té algunes de rellevants: la Basseta, la Font de la Plaça, la Font de l'Escola, totes tres al poble, la Font dels Prats del Viver, la Font d'Amunt, la Font de la Figuerassa, la Font de les Encantades i les Fonts Captades.

### Orografia
Alguns dels topònims de Tarerac indiquen formes geogràfiques, com bacs: el Bac d'en Roger i els Bacs; boscs: el Bosc, el Bosc d'Amunt i el Bosc Negre; clots: els Clots d'en Cotel; colls: Collada de Tarerac, Coll del Forn i Coll de Pic Arnau; comes: Coma d'Otrera; muntanyes: Pic Arnau, el Puig de les Planes, el Roc de Curet, el Roc de l'Agla, el Roc de l'Ametlla, el Roc del Botier, el Roc del Cucut, Roc del Moro i els Rocs de Corbera; plans: els Planals, les Planes, i serres: la Serra, Serra d'en Garrilla, Serra de Pic Arnau i Serrat del Cucut.

### El terme comunal

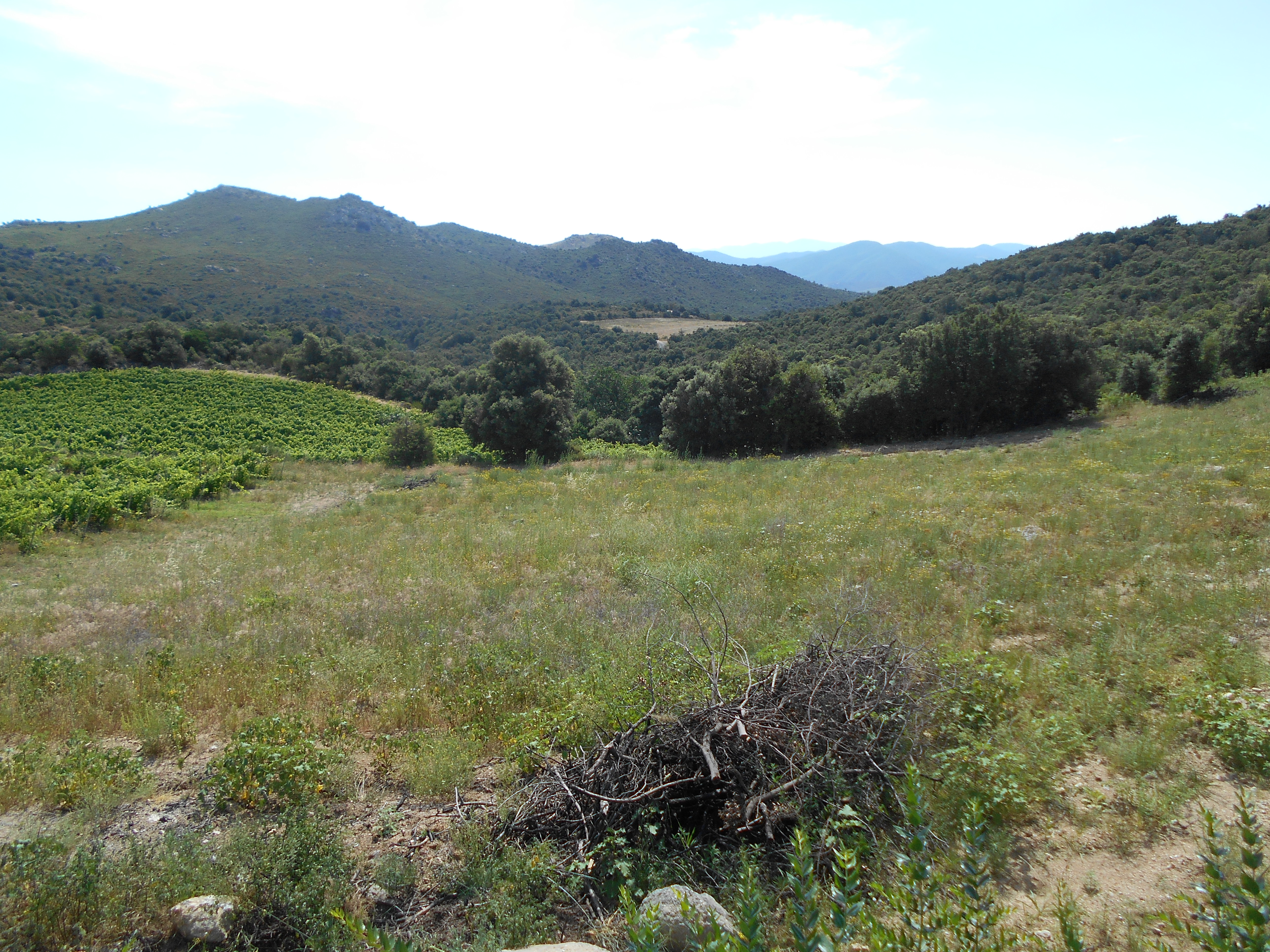
Sud-est del terme de Tarerac, ple de vinyes

Els indrets específics i partides del terme són l'Aiguera de la Renda, l'Alzina (dos llocs diferents amb aquest nom), l'Alzina Petit, les Alzines, les Banetes, el Burricaire, el Burgat, el Camp de la Barraca, el Camp de l'Ametller, el Camp de les Vinyes, el Camp del Ginebre, el Camp de l'Oliu, el Camp dels Bucs, el Camp d'en Perol, el Camp d'en Teix, el Camp de Tarters (nom antic i de senyal termenal), el Camp Rodon, els Camps d'en Garilló, les Canaletes, Cantalmà, les Cisternes, les Condamines, l'Esquina d'Ase, els Falguerars, la Falguerosa, les Festarones, la Figuerassa, les Fontetes, les Gorgues, els Horts, l'Hort de la Pauleta, l'Hort del Bito, l'Hort del Frare, els Horts de la Font, la Jaça dels Frares, els Mallolets, el Mas de l'Auris, el Mas d'en Batlle, el Mas d'en Colom, les Moles, les Molleres Llargues, l'Oriola, la Pedrera, el Prat de l'Auca (nom antic i de senyal termenal), Prats del Viver, el Rabasser, el Rec de la Llosa, el Rec del Ca, la Riba, el Roc Blanc, les Teixoneres, Terres de Lluçanes, les Teuleries, Valat de la Gràcia, les Vinyes d'Amunt, les Vinyes de la Flamarina, les Vinyes del Molí i les Vinyes Velles.
Alguns topònims indiquen senyals termenals, com el Camp de Tarters ja esmentat, la Mola, el Piló, el Piló dels Mas de Lluçanes, els Pilons del Mas de l'Auris, el Prat de l'Auca, ja esmentat, Roc Cisterna, el Roc de la Collada del Prat de l'Estany, el Roc de la Jaça del Frare, el Roc de la Mollera d'en Campa, el Roc de la Serra d'en Garriga, el Roc del Cim de la Tinyosera, el Roc del Coll de la Mola, el Roc del Moro, el Roc del Rabasser,

## Transports i comunicacions

### Carreteres
Tres són les carreteres que travessen el terme de Tarerac. D'una banda, la D - 13 (D - 2, a Trevillac - D - 618, a Prunet i Bellpuig), que travessa el terme de nord a sud i permet enllaçar Tarerac d'una banda amb la Fenolleda, i de l'altra amb el Conflent i els Aspres.
A més, hi ha la carretera D - 17 (Estagell - Tarerac), que travessa bona part de la Fenolleda i enllaça amb les poblacions rosselloneses del nord-oest de la comarca. Finalment, la carretera D - 35c (D - 13, a Tarerac - Arboçols), que surt de la D - 13 al sud-est de Tarerac i s'adreça a Marcèvol i Arboçols.

### Transport públic col·lectiu
Tarerac no té cap servei de transport públic habitual. Com altres pobles petits, disposa del TAD (Transport a la demanda).

### Els camins del terme
El fet que sigui un terme força despoblat ha fet que hi hagi un repertori petit de camins. Els interns del terme són el Camí de les Moles, el de les Terres de Palmes i el de Lluçanes, mentre que els que menen als pobles i termes veïns són el Camí d'Arboçols, el de Campossí, el de Gran Recorregut GR - 36, el de Montalbà, el de Rodès, el de Vinçà, la Ruta de Montalbà, la de Trevillac i la de Vinçà.

## Activitats econòmiques
El terme de Tarerac, en bona part muntanyós, tot i que no de muntanyes altes, conté unes quantes zones boscoses. Però aquest fet fa que poc part del terme es dediqui a l'agricultura: tot just unes 150 hectàrees en 11 explotacions. El predomini és de la vinya, ja que només 4 hectàrees es dediquen a presseguers. La gran major part es dedica a vins de denominació d'origen controlada. Hi ha també 2 hectàrees d'hortalisses, 2 de cereals i 2 de pastures i farratges. Completa l'activitat primària quasi 200 caps ovins. La ramaderia havia estat sempre una activitat tradicional de Tarerac, amb un pastor llogat entre tots els veïns que posseïen bestiar, i amb quatre abeuradors en llocs diferents per a aquest bestiar.

## Història
En el terme de Tarerac hi ha dos dòlmens, el de la Barraca el número 2 de Mas Lluçanes (tots dos són a prop d'aquest mas), així com vestigis d'hàbitats datats entre el neolític final i l'Edat dels Metalls. També hi ha gravats rupestres esquemàtics a la vall de la Figuerassa, a la dreta de la Ribera de Tarerac, al sud del terme, on han estat trobades també restes de ceràmica del Neolític, anells-discs de pedra a prop de la Taula del Baró i dels dòlmens del Mas Lluçanes. Al Roc del Moro, al sud del poble i al límit amb el terme d'Arboçols, hi ha les restes d'un oppidum protohistòric.
La primera documentació de Tarerac data del 950 (valle Teresago), i és amplament documentat al llarg dels segles X a XVIII, en diferents formes que mostren l'evolució del topònim: villa Tarasago (958), villa Teresagii, Teresach (1358), Tararach (1628), Tarerach (1750)... Era un domini de Sant Miquel de Cuixà, que també dominava Arboçols. Aquest domini s'estengué fins a la fi de l'Antic Règim.

## Demografia
La població està expressada en nombre de focs (f) o d'habitants (h)
| 8 f | 7 f | 4 f | 1 f | 15 f | 173 h | 41 f | 32 f |

### Demografia contemporània
| Evolució de la població |      |      |      |      |      |      |      |      |
| 1793                    | 1800 | 1806 | 1821 | 1831 | 1836 | 1841 | 1846 | 1851 |
| 151                     | 126  | 125  | 158  | 164  | 151  | 147  | 172  | 158  |

| 1856 | 1861 | 1866 | 1872 | 1876 | 1881 | 1886 | 1891 | 1896 |
| ---- | ---- | ---- | ---- | ---- | ---- | ---- | ---- | ---- |
| 134  | 143  | 124  | 109  | 126  | 125  | 130  | 128  | 111  |

| 1901 | 1906 | 1911 | 1921 | 1926 | 1931 | 1936 | 1946 | 1954 |
| ---- | ---- | ---- | ---- | ---- | ---- | ---- | ---- | ---- |
| 108  | 106  | 111  | 96   | 89   | 82   | 89   | 86   | 72   |

| 1962 | 1968 | 1975 | 1982 | 1990 | 1999 | 2007 | 2011 | 2014 |
| ---- | ---- | ---- | ---- | ---- | ---- | ---- | ---- | ---- |
| 74   | 56   | 72   | 52   | 48   | 38   | 57   | 56   | 57   |

Fonts: Ldh/EHESS/Cassini fins al 1999, després INSEE a partir deL 2004

### Evolució de la població

Població 1962-2008

## Administració i política

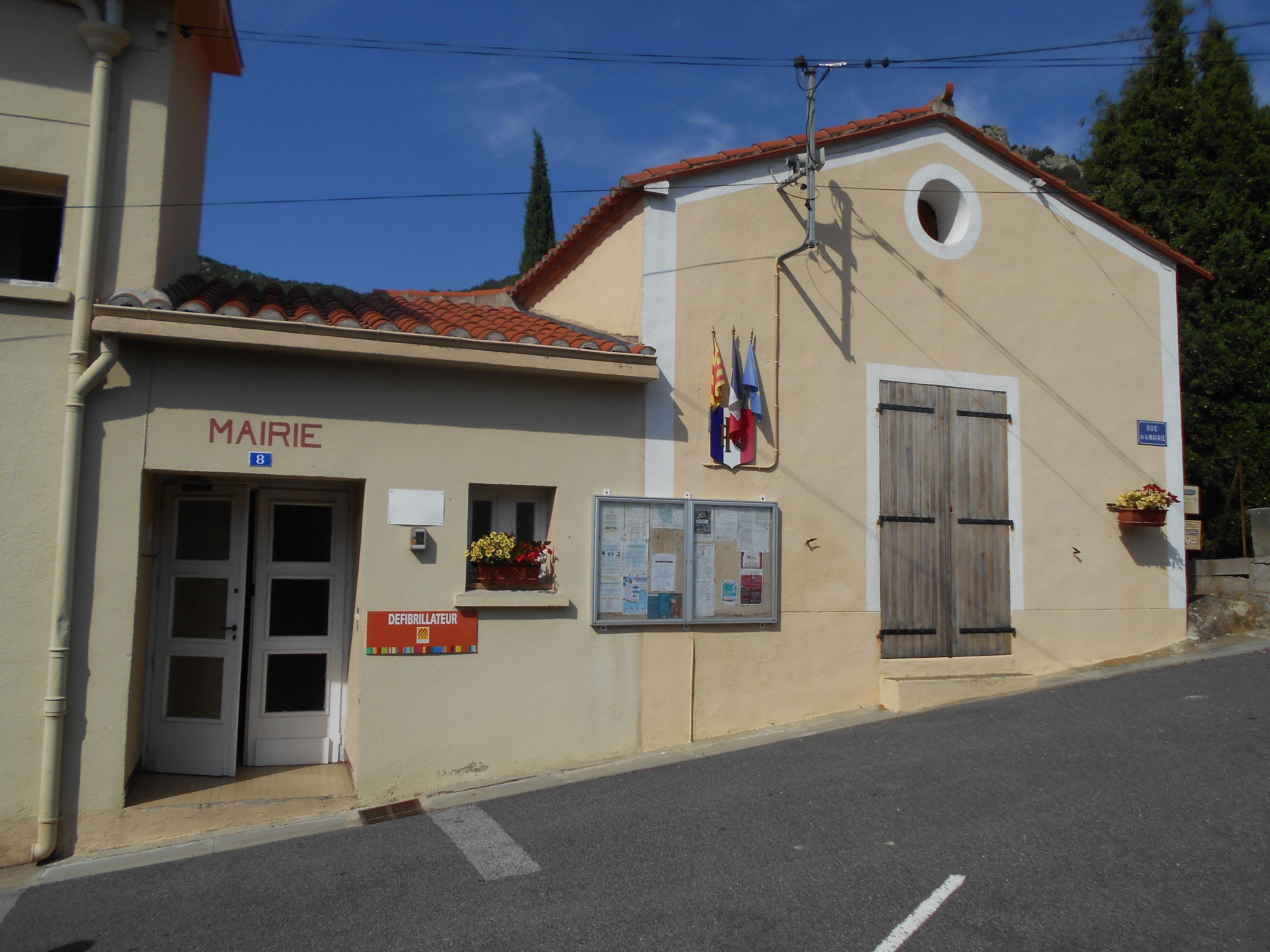
Casa del Comú de Tarerac

### Batlles
| Alcalde           | Període              |
| ----------------- | -------------------- |
| Francis Legentil  | 2001 - 2014          |
| Jean-Louis Salies | 2014 - Moment actual |

### Legislatura 2014 - 2020
Batlle
- Jean-Louis Salies.

Adjunts al batlle
- 1r: Alain Fabre
- 2n: Hervé Grieu.

Consellers municipals
- Joan Birch
- Enrique Pous
- Patrice Dauliach
- Roger Grieu.

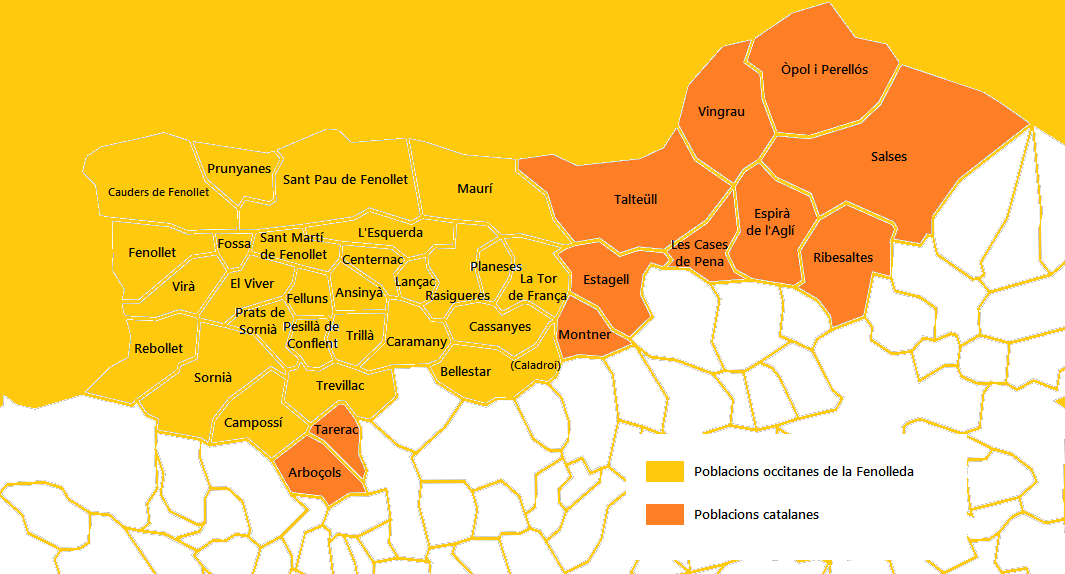
Mapa del Cantó de la Vall de l'Aglí

A les eleccions cantonals del 2015 el poble de Montner ha estat inclòs en el cantó número 15, denominat de la Vall de l'Aglí, amb capitalitat a la vila de Ribesaltes. Els seus consellers departamentals són Lola Beuze (PCF - Front d'Esquerres), exconsellera municipal de Pià, i Charles Chivilo (PRG), batlle de Maurí, de la Unió de l'Esquerra.

### Serveis comunals mancomunats
Tarerac forma part de la Comunitat de comunes de Conflent - Canigó, amb capitalitat a Prada, juntament amb Prada, Arboçols, Campome, Campossí, Canavelles, Castell de Vernet, Catllà, Clarà i Villerac, Codalet, Conat, Cornellà de Conflent, Escaró, Espirà de Conflent, Estoer, Eus, Finestret, Fillols, Fontpedrosa, Fullà, Jóc, Jújols, Marqueixanes, els Masos, Mentet, Molig, Mosset, Noedes, Nyer, Oleta i Èvol, Orbanyà, Orellà, Pi de Conflent, Rià i Cirac, Rigardà, Saorra, Serdinyà, Soanyes, Sornià, Taurinyà, Toès i Entrevalls, Trevillac, Vallestàvia, Vallmanya, Vernet, Vilafranca de Conflent i Vinçà.

## Ensenyament i cultura
Tarerac no té actualment cap centre d'ensenyament, atesa la poca població del poble. Els centres d'ensenyament elemental més propers són els d'Ansinyà i Sornià, en el nivell primari, els dos mateixos pobles i Sant Pau de Fenollet. Pel que fa a secundària, els col·legis d'Illa, Prada i Sant Pau de Fenollet, i els liceus de Prada per al batxillerat.

## Llocs i monuments
- Església romànica de Sant Andreu, monument històric.
- La Dolmen de la Barraca, o dolmen 1 del Mas Lluçanes.
- Dolmen 2 del Mas Lluçanes